# Дейв Вілан
Дейв Вілан (англ. Dave Whelan; нар. 24 листопада 1936 року в Брадфорді, Англія) — англійський футболіст, виступав за команди «Блекберн Роверз» і «Кру Александра»; після завершення кар'єри — бізнесмен і багаторічний власник футбольного клубу «Віган Атлетік» аж до переходу його онуку Девіду Шарпу у 2015 році. До 2007 року йому належав регбійний клуб «Віган Ворріорз», а також спортивний бренд «JJB Sports». Стадіон DW Stadium, на якому проводять свої домашні зустрічі «Віган Атлетик» і «Віган Ворріорз» також належить Дейву Вілану.
Він відомий прихильник Консервативної партії, у 2008 році пожертвував на її потреби 250 тисяч £.

## Біографія
Вілан народився в Бредфорді, виріс у Вігані.

### Футбольна кар'єра
| Клубна кар'єра \| 1956—1960 \| «Блекберн Роверз» \| 78 (3) \| \| 1962—1966 \| «Кру Александра» \| 115 (0) \| | Клубна кар'єра \| 1956—1960 \| «Блекберн Роверз» \| 78 (3) \| \| 1962—1966 \| «Кру Александра» \| 115 (0) \| | Клубна кар'єра \| 1956—1960 \| «Блекберн Роверз» \| 78 (3) \| \| 1962—1966 \| «Кру Александра» \| 115 (0) \| |
| --- | --- | --- |
| 1956—1960 | «Блекберн Роверз»                                                                                            | 78 (3) |
| 1962—1966 | «Кру Александра»                                                                                             | 115 (0) |

Вілан був ключовим гравцем команди «Блекберн Роверз» сезону 1959/60, коли команда вийшла у фінал Кубка Англії. Сам Вілан не дограв фінальну зустріч з «Вулвергемптон Вондерерз», через те, що йому зламали ногу під час першого тайму. Травма Вілана стала однією з багатьох, які отримали гравці в ті роки на «Вемблі». Після довгого відновлення Уїлан був проданий в «Кру Александра», де він поступово перестав грати у футбол і зосередився на своєму бізнесі — мережі супермаркетів Whelan's Discount Stores. Пізніше він продав цю мережу за більш ніж мільйон фунтів, що на ті часи були дуже і дуже хорошими грошима.

### «Віган Атлетік»
Вілан купив футбольний клуб «Віган Атлетік» в 1995 році, коли команда перебувала в Другій лізі, четвертому за значущістю дивізіоні Англійського футболу. Як тільки Вілан остаточно оформив угоду з купівлі клубу, він тут же оголосив про те, що виведе клуб у Прем'єр-лігу за 10 років. Цю мету він досяг у 2005 році — рівно через 10 років.
Клуб вийшов в третій дивізіон в 1998 році, в 2003 вийшов в Чемпіоншип; затримавшись там всього на два роки, у 2005 році клуб «Віган Атлетік» оформив історичний вихід у Прем'єр-лігу Англії. У першому сезону команда не просто зберегла прописку в елітному дивізіоні, але займала до жовтня друге місце; у підсумку команда посіла гідне 10 місце, а також досягла фіналу Кубка Ліги. Головний тренер Пол Джуелл отримав два рази поспіль, у вересні і жовтні, титул Найкращого тренера місяця АПЛ.
11 травня 2013 року, в драматичному фіналі Кубка Англії проти «Манчестер Сіті» завдяки голу Бена Вотсона в компенсований час «Віган» виграв 1:0. Це був перший великий трофей «Вігана» у історії, який дозволив команді також вперше зіграти у єврокубках. Втім цей сезон був затьмарений вильотом з Прем'єр-ліги після восьмирічного перебування. 
3 березня 2015 року Вілан покинув посаду голови, призначивши на своє місце 23-річного онука Девіда Шарпа.